# Кировский сельсовет (Оренбургская область)
Кировский сельсовет — сельское поселение в Кваркенском районе Оренбургской области Российской Федерации.
Административный центр — посёлок Кировск.

## Мраморный плес на реке Каменке
Возле села Кировск Кваркенского района Оренбургской области находится живописный памятник природы известный под названием Мраморный плес на реке Каменке или озеро Холодное.

## История
9 марта 2005 года в соответствии с законом Оренбургской области № 1900/342-III-ОЗ образовано сельское поселение Кировский сельсовет, установлены границы муниципального образования.
История становления Кировского сельского поселения, Кваркенского района Оренбургской области
Поселок Кировск основан в январе 1929 года. С 1929 года по 1935 год назывался Кваркенским зерносовхозом. Образование и первые годы деятельности совхоза совпали с проведением коллективизации по всей стране и в нашем Кваркенском районе, поэтому ему отводилась роль технической организации и помощи колхозам.
До образования в нашем районе машинно-тракторных станций, совхоз создавал машинотракторные колонны и посылал в колхозы Кваркено, Аландск, Андрианополь, Бриент трактора обрабатывать земли и таким образом помогал создавать и укреплять колхозы. Наряду с оказанием помощи колхозам происходило освоение целинных земель, площадь которых составляла около 60000 гектаров. В 1935 году совхоз имел посевную площадь зерновых культур 12712 га., из них пшеницы 9654 га., озимой ржи 5078 га.
Всего тракторов — 53. Гусеничных — 36, колесных −17
Всего комбайнов — 48
Грузовых автомобилей — 36
Молотилок — 13
Прочие механизмы — 13
Дополнительная живая тяговая сила — 73 (лошади, волы)
У истоков создания села стояли : Шеин Д. Л., Лаптева В.Е, Захарова Е.И, Идрисов Г, Бердников Г. И., Шумков П. С., Сексяева А. Д.
В 1935 году постановлением правительства совхозу присвоено название им. Кирова, в честь выдающегося деятеля Коммунистической партии и Советского государства, соратника В. И. Ленина — Сергея Мироновича Кирова.
Приказ о создании села был подписан в январе 1929 года.
Первые рабочие приехали 11 февраля. Поставили палатки, расчистили площадки для техники и стройматериалов. (Этот день считается днем рождения села)
Первые землянки располагались по обе стороны реки Каменка. Прибывали рабочие из Москвы, Ленинграда, Самары. Со временем создавались семьи, которые стали строить отдельные землянки. До 40-х годов село состояло из 4-х улиц.
На окраине построили стройчасть, контору, каменные склады, больницу.
В 1934 году был построен детский сад.
В 1930 году на центральной усадьбе начала работать школа шестилетка, с 1939 года на отделениях появились начальные школы.
В 1965 году построили среднюю школу.
Первый клуб был построен в 1932 году
В совхоз им. Кирова входили отделения № 1, № 2, № 3, № 4, № 5, № 6. Отделения функцианировали как бригады.
В 50- х годах осталось 4 отделения, им были даны названия
№ 1 отделение — Лесная Поляна
№ 2 отделение — Асбестное
№ 3 — п. Кировск
№ 4 — Солончанка
На отделениях выращивали зерновые культуры: на отделении № 1, № 4 — пшеница, овёс. На отделениях № 3, № 2  было мясо-молочное направление, в 40-х годах стали разводить свиней.
В 60-е годы начали приезжать из Сибири репрессированные немецкие семьи, которые были под контролем коменданта. Переехать с отделения на другое отделение можно было, только имея жёлтую карточку.
Население села, его численность и состав часто менялись. На новые земли прибывали новые семьи. В годы войны в село были эвакуированы семьи с Украины, большинство из которых в 1944 г. вернулись на Родину. Много немецких и еврейских семей было департировано. В 1953 г. в области расселили семьи из Китая, 35 из них жили в нашем селе. Им предоставили работу, жилье, условия, что отрицательно отразилось на жизни местного населения. После революции в Китае эти семьи вернулись на свою Родину.
На 2017 год численность поселка составляет 1219 человек. Общая площадь земель сельского поселения составляет 34 659 га.
Земли сельскохозяйственного назначения — 33 362 га.
Земли населённых пунктов — 506,7 га
Общая протяжённость дорог — 19 225 км (заасфальтировано — 4,8 км)
В поселке 25 улиц
На территории поселения расположены следующие предприятия и организации:
— 10 крестьянско-фермерских хозяйств, ПСК «Кировский»
— 3 частных магазинов
— Кировская СОШ
— Кировский детский сад
— 1 ФАП
— отделение почты
— Кировский сельский дом культуры
— библиотека
— ООО «Аква»

## Население
| 2010 | 2012  | 2013  | 2014  | 2015  | 2016  | 2017  |
| ---- | ----- | ----- | ----- | ----- | ----- | ----- |
| 1157 | ↘1138 | ↘1118 | ↘1104 | ↘1056 | ↘1032 | ↘1002 |
| 2018 | 2019  | 2020  | 2021  |       |       |       |
| ↘974 | ↘960  | ↘911  | ↘888  |       |       |       |

## Состав сельского поселения
| № | Населённый пункт | Тип населённого пункта          | Население |
| - | ---------------- | ------------------------------- | --------- |
| 1 | Асбестный        | посёлок                         | 2         |
| 2 | Кировск          | посёлок, административный центр | 963       |
| 3 | Лесная Поляна    | посёлок                         | 137       |
| 4 | Солончанка       | посёлок                         | 55        |